# Heteronympha diemeni
Heteronympha diemeni är en fjärilsart som beskrevs av Waterhouse 1937. Heteronympha diemeni ingår i släktet Heteronympha och familjen praktfjärilar. Inga underarter finns listade i Catalogue of Life.